# HMS Argo (T111)
HMS Argo (T111) var en svensk torpedbåt av Plejad-klass som sjösattes 1957. Efter utrangeringen såldes hon 1978 till en privat köpare i Stockholm.